# جمالال باجاج
جمالال باجاج (انگلیسی: Jamnalal Bajaj؛ ۴ نوامبر ۱۸۸۹ – ۱۱ فوریهٔ ۱۹۴۲) کارآفرین، بازرگان، مددکاری اجتماعی، سیاست‌مدار و مدیر ارشد اجرایی هندی بود، که شرکت باجاج آتو را تأسیس نمود.